# Methylmethacrylaat
Methylmethacrylaat of MMA is een organische verbinding met als brutoformule C5H8O2. Het is een ontvlambare kleurloze vloeistof. De stof is de methylester van methacrylzuur. Het wordt op grote schaal geproduceerd voor de aanmaak van polymethylmethacrylaat (PMMA, plexiglas) en plastics. Commercieel verhandelde methylmethacrylaat bevat een kleine hoeveelheid hydrochinonmonomethylether als polymerisatie-inhibitor.

## Synthese
Methylmethacrylaat wordt gesynthetiseerd op verschillende manieren. De meest toegepaste is het gebruiken van aceton en waterstofcyanide als uitgangsstoffen. Acetoncyanohydrine wordt door middel van zwavelzuur omgezet naar de sulfaatester van methacrylamide. Hierdoor wordt ammoniumbisulfaat en methylmethacrylaat gevormd.

## Toxicologie en veiligheid
De stof kan polymeriseren ten gevolge van verwarming of verhitting onder invloed van licht, polymerisatieversnellers en sterk oxiderende stoffen, met brand- of ontploffingsgevaar tot gevolg. Ze reageert met sterke zuren en sterke basen. De ontstane damp vermengt zich goed met lucht, waardoor gemakkelijk ontplofbare mengsels worden gevormd. Methylmethacrylaat is ook schadelijk voor waterorganismen.